# Guido Werdnig

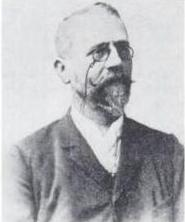
Guido Werdnig

Guido Werdnig (* 20. Juni 1844 in Ratschach; † 26. April 1919 in Steinhof) war ein österreichischer Arzt. Er beschrieb erste Fälle der spinalen Muskelatrophie (SMA). Deren infantile Verlaufsform wird auch als Werdnig-Hoffmann-Erkrankung bezeichnet.

## Leben und Wirken
Nach Abschluss des Medizinstudiums am Wiener Josephinum 1868 diente Werdnig zunächst zehn Jahre in der Armee Österreich-Ungarns. In dieser Zeit veröffentlichte er einige Artikel über den Transport verwundeter Soldaten im Gebirge.
Nach dem Ende der Militärzeit ließ sich Werdnig erst in Wien als Arzt nieder, 1888 in Graz. Am dortigen Institut für pathologische Anatomie untersuchte er den Körper eines dreijährigen Jungen, der an einer Lungenentzündung und Ateminsuffizienz infolge einer fortschreitenden Lähmung gestorben war. Als Ursache ließ sich eine Degeneration von Motoneuronen im Rückenmark nachvollziehen. Werdnig beschrieb den Fall dieses Jungens sowie den seines ebenfalls betroffenen Halbbruders 1891. Eine weitere Veröffentlichung zum Thema folgte 1894, nachdem der Halbbruder des o. g. Patienten gestorben war. In dieser Arbeit diskutierte Werding auch die zwischenzeitlich von Johann Hoffmann beschriebenen Fälle. Bei der Erkrankung handelte es sich eine Form der spinalen Muskelatrophie. Deren infantile Verlaufsform trägt auch das Eponym Werdnig-Hoffmann-Erkrankung.
Ab 1896 war Werdnig in Wien tätig. Als er 1919 im Spital starb, war er schon zwölf Jahre aufgrund einer spastischen Lähmung der Beine bettlägerig gewesen.
Werdnig beschäftigte sich mit Numismatik und veröffentlichte eine Monografie über die venezianische Osella. Er war mit ab 1877 mit Franziska Pummer verheiratet, aus der Ehe gingen ein Sohn und eine Tochter hervor.

## Veröffentlichungen (Auswahl)
- Die Osellen oder Münz-Medaillen der Republik Venedig. K. K. Hofbuchhandlung Wilhelm Frick, Wien 1889, urn:nbn:de:bvb:12-bsb00075953-9.
- Zwei frühinfantile hereditäre Fälle von progressiver Muskelatrophie unter dem Bilde der Dystrophie, aber auf neurologischer Grundlage. In: Arch Psychiatr. Band 22, 1891, S. 437, doi:10.1007/bf0177663.
- Die frühinfantile progressive spinale Amyotrophie. In: Arch Psychiatr Nervenkr. Band 26, 1894, S. 706, doi:10.1007/BF02057364.